# Підозрюваний
 Підозрюваний — особа, якій в порядку, передбаченому Кримінальним процесуальним кодексом України вручено повідомлення про підозру, або особа, яку затримано відповідно до чинного Кримінального процессуального законодавства.
З прийняттям в 2012 році нового Кримінально-процесуального кодексу України, акт предявлення обвинувачення на досудовому слідстві був замінений на процедуру порвідомлення про підозру, що не в повній мірі відповідає міжнародним правовим актам.  Так, у ч. 2 ст. 5 Європейської конвенції про захист прав і основних свобод людини  визначено: «Кожен,  кого заарештовано, має бути негайно поінформований  зрозумілою для нього мовою про підстави його арешту і про будь-яке обвинувачення, висунуте проти нього».

## Особливості формування статусу підслідної особи в законодавстві зарубіжних країнах
У КПК ФРН застосовуються відповідно до стадій процесу чотири поняття: «verdachtider» – особа, стосовно якої є підстави для підозри її у скоєнні злочину; «berschuldigter» – особа, стосовно якої здійснюється кримінально-процесуальне провадження; «angeschuldigter» – особа, стосовно якої висунуто обвинувачення; «angeklagter» – підсудний. 
Міжнародним пактом про громадянські і політичні права передбачено, що «кожному заарештованому повідомляються при арешті причини його арешту і в  терміновому  порядку повідомляється  будь-яке пред’явлене йому обвинувачення» (ст. 9). 
Отже, взятих під варту все ж таки варто негайно інформувати про суть висунутого обвинувачення, а не про підозру. Відповідно до положень міжнародних правових актів, висловлюється пропозицію ввести в законодавчий обіг в законодавство України замість поняття «підозрюваний» новий концепт – «підслідний»
Зокрема, в КПК України слід було б подати таку дефініцію: Підслідною є особа, стосовно якої розпочато кримінальне провадження або винесено постанову про визнання її такою, яка перебуває під слідством , особа, затримана за підозрою у вчиненні злочину, або особа, до якої вжито запобіжний захід, а також неосудна, неделіктоздатна чи малолітня особа, стосовно якої здійснюється судочинство для вирішення питання про застосування примусових заходів виховного чи медичного характеру».  При реалізації даного підходу обвинуваченим буде визнаватись особа, щодо якої винесена постанова про визнання її обвинувачувано, а підсудною, особа, щодо якої здійснюється судовий розгляд.  

## Процесуальний статус підозрюваного за законодавством України.

### Права підозрюваного
Підозрюваний має право:
1. знати, у вчиненні якого кримінального правопорушення його підозрюють, обвинувачують;
2. бути чітко і своєчасно повідомленим про свої права, а також отримати їх роз'яснення;
3. на першу вимогу мати захисника і побачення з ним до першого допиту з дотриманням умов, що забезпечують конфіденційність спілкування, а також після першого допиту — мати такі побачення без обмеження їх кількості й тривалості; на участь захисника у проведенні допиту та інших процесуальних дій;
4. на відмову від захисника в будь-який момент кримінального провадження;
5. на отримання правової допомоги захисника за рахунок держави;
6. не говорити нічого з приводу підозри проти нього, обвинувачення або у будь-який момент відмовитися відповідати на запитання;
7. давати пояснення, показання з приводу підозри, обвинувачення чи в будь-який момент відмовитися їх давати;
8. вимагати перевірки обґрунтованості затримання;
9. у разі затримання або застосування запобіжного заходу у вигляді тримання під вартою — на негайне повідомлення членів сім'ї, близьких родичів чи інших осіб про затримання і місце свого перебування;
10. збирати і подавати слідчому, прокурору, слідчому судді докази;
11. брати участь у проведенні процесуальних дій;
12. під час проведення процесуальних дій ставити запитання, подавати свої зауваження та заперечення щодо порядку проведення дій, які заносяться до протоколу;
13. застосовувати з додержанням вимог цього Кодексу технічні засоби при проведенні процесуальних дій, в яких він бере участь. Слідчий, прокурор, слідчий суддя, суд мають право заборонити застосовування технічних засобів при проведенні окремої процесуальної дії чи на певній стадії кримінального провадження з метою нерозголошення відомостей, які містять таємницю, що охороняється законом, чи стосуються інтимного життя особи, про що виноситься (постановляється) вмотивована постанова (ухвала);
14. заявляти клопотання про проведення процесуальних дій, про забезпечення безпеки щодо себе, членів своєї сім'ї, близьких родичів, майна, житла тощо;
15. заявляти відводи;
16. ознайомлюватися з матеріалами досудового розслідування;
17. одержувати копії процесуальних документів та письмові повідомлення;
18. оскаржувати рішення, дії та бездіяльність слідчого, прокурора, слідчого судді в порядку;
19. вимагати відшкодування шкоди, завданої незаконними рішеннями, діями чи бездіяльністю органу, що здійснює оперативно-розшукову діяльність, досудове розслідування, прокуратури або суду, в порядку, визначеному законом, а також відновлення репутації, якщо підозра, обвинувачення не підтвердилися;
20. користуватися рідною мовою, отримувати копії процесуальних документів рідною або іншою мовою, якою він володіє, та в разі необхідності користуватися послугами перекладача за рахунок держави;
21. підозрюваний, який є іноземцем і тримається під вартою, має право на зустріч з представником дипломатичної чи консульської установи своєї держави, яку йому зобов'язана забезпечити адміністрація місця ув'язнення.

### Обов'язки підозрюваного
Підозрюваний зобов'язаний:
1. прибути за викликом до слідчого, прокурора, слідчого судді, суду, а в разі неможливості прибути за викликом у призначений строк — заздалегідь повідомити про це зазначених осіб;
2. виконувати обов'язки, покладені на нього рішенням про застосування заходів забезпечення кримінального провадження;
3. підкорятися законним вимогам та розпорядженням слідчого, прокурора, слідчого судді, суд

## Набуття статусу підозрюваного
Особа отримає процесуальний статус підозрюваного у вчинені кримінального правопорушення у випадку:
- повідомлення особі про обґрунтовану підозру;
- затримання особи в порядку, передбаченому Кримінальним процесуальним кодексом.

### Повідомлення про підозру
Повідомлення про підозру обов'язково вручається особі у наступних випадках:
- обрання щодо особи одного з запобіжних заходів;
- наявність вагомих доказів вини особи, що дозволяються підозрювати її у вчинені кримінального правопорушення.

### Затримання особи

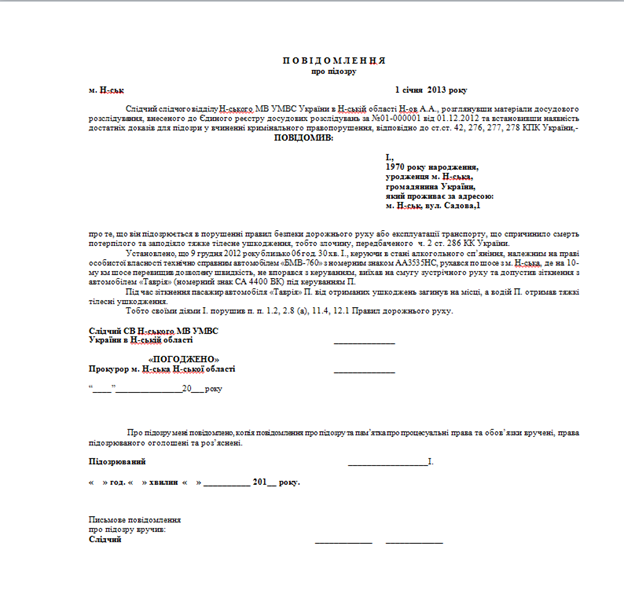
Зразок повідомлення про підозру

Письмове повідомення про підозру затриманній  особі згідно норм КПК, має бути вручене протягом 24 годин з моменту її затримання. У разі якщо не вручено повідомлення про підозру після 24 годин з моменту затримання, така особа підлягає негайному звільненю